# 君を見つけたい
「君を見つけたい」（きみをみつけたい）は、浜尾京介のデビュー・シングルCD。2009年8月5日による発売である。マーベラスエンターテイメントより発売（販売元はジェネオン・ユニバーサル・エンターテイメントジャパン）。

## 概要
- イメージソング「君を見つけたい」を含む、全4曲を収録。
- CD初回限定封入特典にはジャケットサイズ写真フォトシート4枚付き。

## 批評
『CDジャーナル』は、「恋する女性へ向けた甘い思いを込めた「君を見つけたい」、春の爽やかな情景を描いた「桜のころ」を収録。ドラマティックなサウンドと、素朴で飾らない歌声の対比が印象的。生声メッセージ・コメントもファンにはたまらないだろう。」と評した。

## 収録内容
1. 君を見つけたい [4:43]
  - 作詞：健二小島／作曲：YUMIKO／編曲：Orange Navigator
  - ケータイドラマ『デビューしちゃった』イメージソング
2. ロク×ROKU☆ [3:59]
  - 作詞：YUMIKO／作曲：YUMIKO／編曲：武士（Freude Music Co.Ltd）
  - 愛猫ロクに向けて歌った
3. ボクのキモチ。 [4:18]
  - 作詞：Kyosuke Hamao、Yuji Takigami／作曲：TAKKRATTS／編曲：TAKKRATTS
  - 浜尾京介自ら初めて作詞に挑戦
4. 桜のころ [5:04]
  - 作詞：YUMIKO／作曲：YUMIKO／編曲：大石憲一郎
  - ファンクラブでのみ歌われてきた
5. スペシャルメッセージ [1:57]
6. 「おはよう」ボイスA [0:09]
7. 「おはよう」ボイスB [0:07]
8. 「がんばってね」ボイスA [0:10]
9. 「がんばってね」ボイスB [0:12]
10. 「誕生日おめでとう」ボイスA [0:18]
11. 「誕生日おめでとう」ボイスB [0:11]
12. 「おやすみ」ボイスA [0:09]
13. 「おやすみ」ボイスB [0:10]